# Berenice di Cilicia

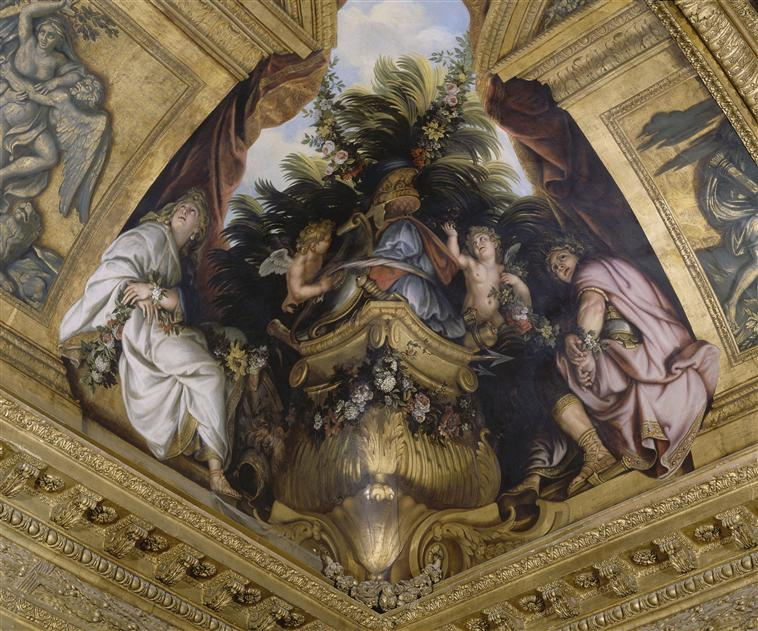
Tito e Berenice, dal Salon de Vénus, Grands appartements del castello di Versailles (René Antoine Houasse, 1678 circa).

Giulia Berenice di Cilicia (28 – post 81) fu una principessa giudaica, figlia di Erode Agrippa I, re d'Iturea, amante dell'imperatore romano Tito, figlio di Vespasiano.

## Biografia
Sposò in prime nozze Marco Giulio Alessandro, figlio dell'alabarca di Alessandria d'Egitto Tiberio Giulio Alessandro Maggiore, quindi lo zio paterno Erode di Calcide dal quale ebbe due figli, Bereniciano ed Ircano.
Rimasta vedova a soli vent'anni visse per qualche tempo alla corte del fratello Erode Agrippa II, tetrarca di Calcide, destando scalpore per una supposta storia d'amore con lui. Quando lo scandalo divenne pubblico, Berenice, per mettere a tacere le maligne voci di un incesto, riuscì ad indurre il re Polemone II di Cilicia a sposarla e a sottoporsi alla circoncisione.
Il matrimonio probabilmente avvenne dopo il 64; la principessa non resistette a lungo a fianco di Polemone, ma ritornò dal fratello.
Invaghitasi successivamente del generale Tito, lo raggiunse a Roma nel 79, quando, alla morte di Vespasiano, salì al potere. Tuttavia malelingue costrinsero i due a lasciarsi. Tito tentò una seconda volta di averla a Roma, ma dovette di nuovo separarsene a causa del fatto che fosse vista male dal popolo, come una nuova Cleopatra, corruttrice di un potente uomo romano con i suoi vizi orientali.
Anche la tradizione ebraico-cristiana, sia per il rapporto coi Flavi che per la parentela con Erode il Grande ed Erode Antipa, la descrive come donna dedita ai vizi più immondi, come emerge anche dall'epiteto "Berenice la meretrice".
C'era, però, anche un filone interpretativo che apprezzava Berenice come eroina dell'amore, che Tito sacrifica quando, alla morte del padre Vespasiano, subentra nella carica di Imperatore. Ad essa si rifà soprattutto Jean Racine nella sua tragedia Berenice del 1670, che ricorda come Tito abbia rimandato la sua compagna, entrambi contro i loro desideri. Il tema è stato ripreso anche nella tragedia Tito e Berenice di Corneille, scritta nello stesso anno.
Come scrisse Svetonio: «Berenicen statim ab urbe dimisit, invitus, invitam» ("Tito, una volta diventato imperatore, suo malgrado allontanò subito da Roma Berenice, anch'essa suo malgrado allontanata").

## Berenice nelle arti
Dal XVII secolo ad oggi vi è stata una lunga tradizione di opere (romanzi, drammi, opera liriche, ecc.) dedicate a Berenice ed ai suoi rapporti con l'imperatore romano Tito.

Tra queste:
- Lettres de Bérénice à Titus (1642), romanzo francese di Madeleine de Scudéry
- Bérénice (1648–50), romanzo francese di Jean Regnauld de Segrais
- Tite (1660), dramma francese di Jean Magnon
- Il Tito (1666), opera italiana di Antonio Cesti (mus.) e di Nicola Beregani (libr.)
- Bérénice (1670), dramma francese di Jean Racine
- Tite et Bérénice (1670), dramma francese di Pierre Corneille
- Titus e Berenice (1676), dramma inglese di Thomas Otway
- Tito e Berenice (1714), opera italiana di Antonio Caldara (mus.) e Carlo Sigismondo Capace (libr.)
- Berenice (1725), opera italiana di Giuseppe Maria Orlandini (mus.) e Benedetto Pasqualigo (libr.). Musicato anche da Niccolò Piccinni (1766)
- Tito e Berenice (1776), opera italiana di Raimondo Mei (mus.) e Carlo Giuseppe Lanfranchi-Rossi (libr.)
- Tito e Berenice (1782), balletto di Paolino Franchi (chor.)
- Tito; o, La partenza di Berenice (1790), balletto di Domenico Maria Gaspero Angiolini (mus. e coro)
- Tito e Berenice (1793), opera italiana di Sebastiano Nasolini (mus.) e Giuseppe Maria Foppa (libr.)
- Tito che abbandona Berenice (1828), dipinto di Giuseppe Bezzuoli
- Titus et Bérénice (1860), opera francese di Leon-Gustave-Cyprien Gastinel (mus.) ed Edouard Fournier (libr.)
- Berenice (1890), romanzo tedesco di Heinrich Vollrat Schumacher
- Bérénice (1909), opera francese di Lucien-Denis-Gabriel-Alberic Magnard (mus. e libr.)
- Titus und die Jüdin (1911), dramma tedesco di Hans Kyser
- Lost Diaries: From the Diary of Emperor Titus (1913), romanzo inglese di Maurice Baring
- Bérénice, l'Hérodienne (1919), dramma francese di Albert du Bois
- Bérénice (1920), musica di sottofondo di Marcel Samuel-Rousseau
- Berenice (1922), dramma inglese di John Masefield
- Bérénice (1934), parodia francese di Noel Ouden
- Berinikah (1945), Hebrew dramma di Eisig Silberschlag e Carl de Haas
- Le reine de Césarée (1954), dramma francese di Robert Brasillach
- Berenice, Princess of Judea (1959), romanzo inglese di Leon Kolb
- Mission to Claudies (1963), romanzo inglese di Leon Kolb
- Agrippa's Daughter (1964), romanzo inglese di Howard Melvin Fast
- La pourpre de Judée: ou, Les délices du genre humain (1967), romanzo francese di Maurice Clavel
- Bérénice (1968), film-TV francese di Piere-Alain Jolivet
- Tito y Berenice (1970), dramma spagnolo di Rene Marques
- Bérénice (1983), film-TV francese di Raoul Ruiz
- Cross Triumphant, The (1898), romanzo storico di Florence M. Kingsley

La storia d'amore fra Berenice e Tito è stata anche la premessa de La clemenza di Tito (1734), libretto d'opera di Pietro Metastasio, che fu poi musicato da più di 40 altri compositori fra i quali Antonio Caldara, Johann Adolf Hasse (1735), Giuseppe Arena (1738), Francesco Corradini (1747), Christoph Willibald Gluck (1752), Andrea Adolfati (1753), Niccolò Jommelli (1753), Ignaz Holzbauer (1757), Vincenzo Legrezio Ciampi (1757), Gioacchino Cocchi (1760), Marcello Bernardini (1768), Andrea Bernasconi (1768), Pasquale Anfossi (1769), e Wolfgang Amadeus Mozart (La clemenza di Tito, 1791). Più recentemente essa fu utilizzata come lo sfondo per i romanzi di Caroline Lawrence Assassins of Rome ed Enemies of Jupiter. Lindsey Davis ne parla, sebbene senza metterlo come punto centrale, in romanzi quali Saturnalia.